# 1927 في إيطاليا
فيما يلي قوائم الأحداث التي وقعت خلال عام 1927 في إيطاليا.

## رياضة
- 4 سبتمبر – بطولة أوروبا للألعاب المائية 1927

## ظهور
- 1 يناير – فيراغامو

## مواليد

### يناير
- 1 يناير – إميليو بيكاسو فيزيائي إيطالي.
- 1 يناير – غرازيلا ماغريني طبيبة نفسية إيطالية.
- 5 يناير – روبيرتو كولومبو متسابق دراجات نارية إيطالي.

### فبراير
- 15 فبراير – كارلو مارتيني

### أبريل
- 21 أبريل – ريمو فنتوري متسابق دراجات نارية إيطالي.

### يونيو
- 15 يونيو – هوغو برات
- 17 يونيو – لوسيو فولكي

### يوليو
- 4 يوليو – جينا لولو بريجيدا ممثلة إيطالية.
- 28 يوليو – إرميس موتشينللي لاعب كرة قدم إيطالي.

### أغسطس
- 10 أغسطس – فيتوريو غريغوتي مهندس معماري إيطالي.

### سبتمبر
- 15 سبتمبر – ليليانا رونتشيتي لاعبة كرة سلة إيطالية.
- 26 سبتمبر – إنزو بيرزوت لاعب كرة قدم إيطالي.

### أكتوبر
- 10 أكتوبر – رينزو بيوريني لاعب كرة قدم إيطالي.
- 11 أكتوبر – جوزيبي ميرلو لاعب كرة مضرب إيطالي.

### ديسمبر
- 4 ديسمبر – رافائيل سانشيث فيرلوسيو كاتب إسباني.

## وفيات

### فبراير
- 14 فبراير – ليوناردو بيانكي (مواليد 1848)

### مارس
- 29 مارس – لويجي لوتساتي (مواليد 1841)

### أبريل
- 12 أبريل – جيوسيبي موسكاتي (مواليد 1880)

### نوفمبر
- 27 نوفمبر – جيوفاني أغستا (مواليد 1879) مهندس إيطالي.